# Florinel Stancu
Florinel Stancu (n. 2 iulie 1967

) este un deputat român, ales în 2016. 